# Wild Wings (1966)
Wild Wings („Wilde Flügel“) ist ein britischer Dokumentar-Kurzfilm von Patrick Carey und John Taylor aus dem Jahr 1966. Edgar Anstey wurde bei den 39. Academy Awards 1967 für seine Produktion mit einem Oscar in der Kategorie „Bester Kurzfilm“ ausgezeichnet.

## Inhalt

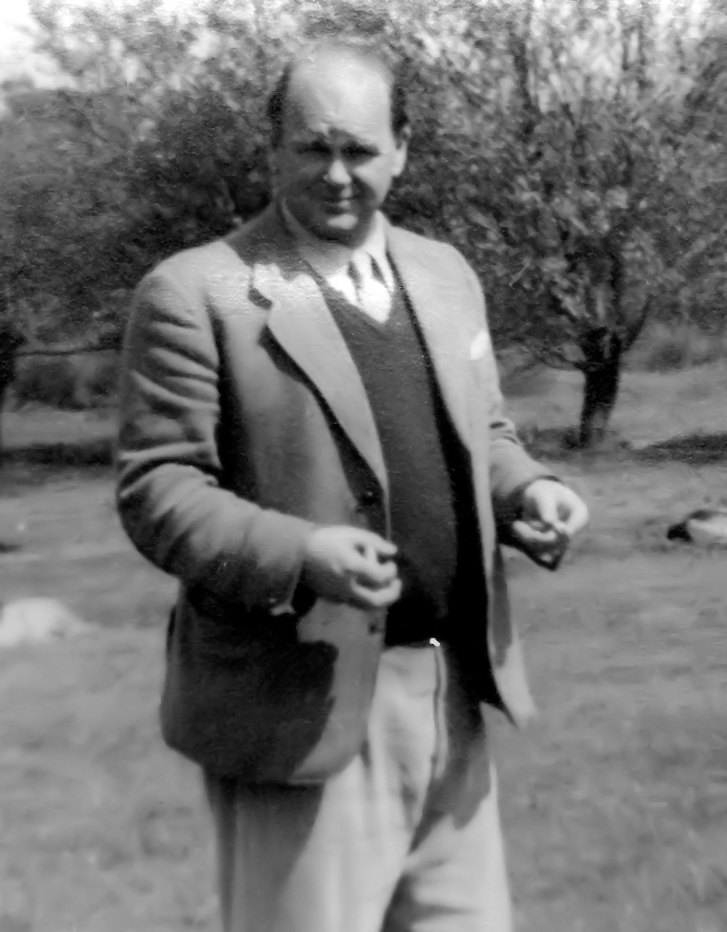
Peter Scott, 1954 in Slimbridge

Gezeigt wird das in einem Feuchtgebiet liegende Wildreservat WWT Slimbridge, das sich in der Nähe von Slimbridge in Gloucestershire in England befindet. Es liegt auf halbem Weg zwischen Bristol und Gloucester und der östlichen Seite der Mündung des Flusses Severn. Eröffnet wurde das von dem Künstler und Naturforscher Sir Peter Markham Scott gegründete Reservat im November 1946. Slimridge erstreckt sich über rund 800 Hektar Weideland, Schilf, Lagunen und Salzmarsch. Eine große Anzahl von Wasservögeln lebt dort das ganze Jahr über. Aber auch Vögel, die unterwegs sind zu ihren Sommerbrutplätzen, sind dort zu finden. Wiederum andere Vögel überwintern dort, darunter Blässgänse und Pfeifschwäne.
Slimridge beherbergt die weltweit größte Anzahl von Entenvögeln, beteiligt sich zudem an Forschungsprojekten und ist in internationale Zuchtprogramme involviert. Das Naturschutzgebiet ist der Öffentlichkeit das ganze Jahr über zugänglich.

## Produktion
Die Aufnahmen entstanden im Wildreservat Slimbridge Wild Fowl Trust in Gloucestershire in England. Produziert wurde der Film von British Transport Films, vertrieben von New Realm Pictures, BFI Video und Manson Distributing sowie von Anvil Films.

## Auszeichnungen
- Oscarverleihung 1967: Oscar für Edgar Anstey und Wild Wings